# Tetraclipeoides aemulus
Tetraclipeoides aemulus är en skalbaggsart som beskrevs av Horn 1887. Tetraclipeoides aemulus ingår i släktet Tetraclipeoides och familjen Aphodiidae. Inga underarter finns listade i Catalogue of Life.